# Ulenburg
Ulenburg is een plaats in de Duitse gemeente Löhne, deelstaat Noordrijn-Westfalen, en telt 352 inwoners (1 januari 2021).
Ulenburg beslaat in het noordwesten van de gemeente Löhne een bochtige strook tussen Mennighüffen en Obernbeck; bestaande uit het dorpje Ulenburg (met kasteel) en het domein van het vroeger belangrijke kasteel Beck.
Het in de stijl van de Wezerrenaissance in 1570 voltooide kasteel Ulenburg diende van 1926 tot 2008 als psychiatrisch ziekenhuis. Het is nu in bezit van een organisatie van jezidi's. Voor de mensen, die dit geloof aanhangen, moet het kasteel een groot, geheel Europa dekkend, centraal studie- en bezinningscentrum worden. Het kasteelpark zal voor publiek geopend blijven.

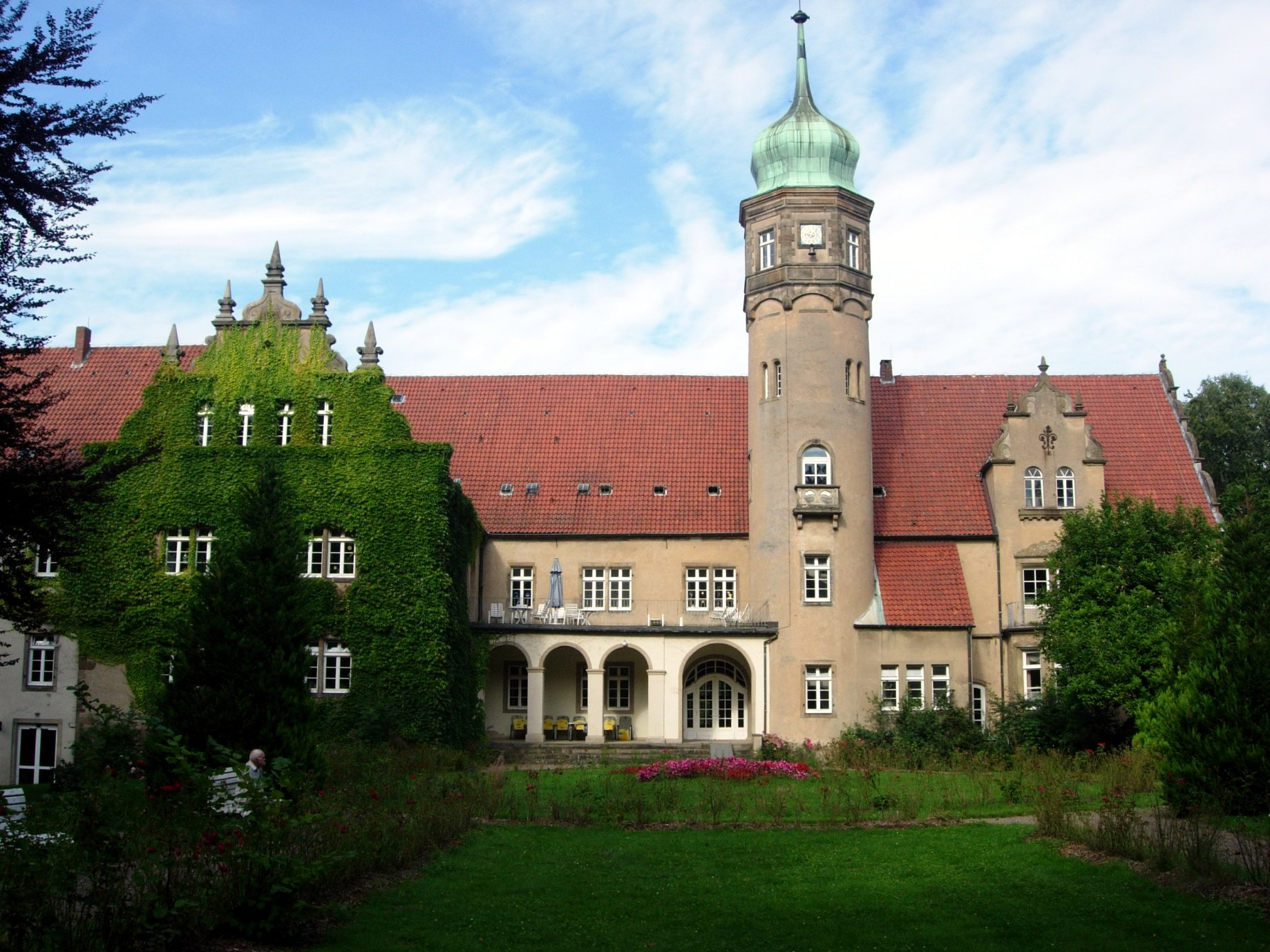
Kasteel Ulenburg (1)
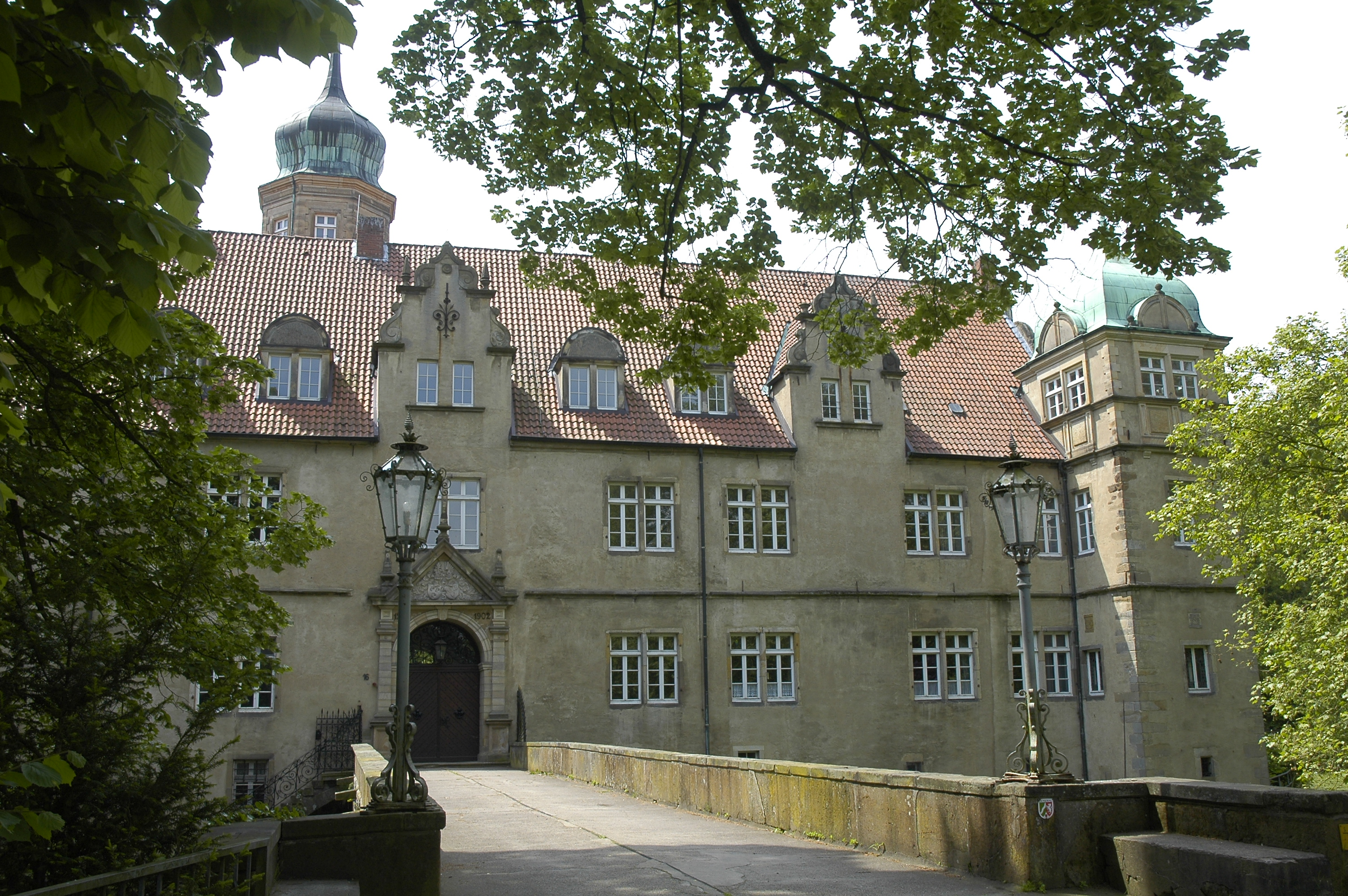
Kasteel Ulenburg (2)
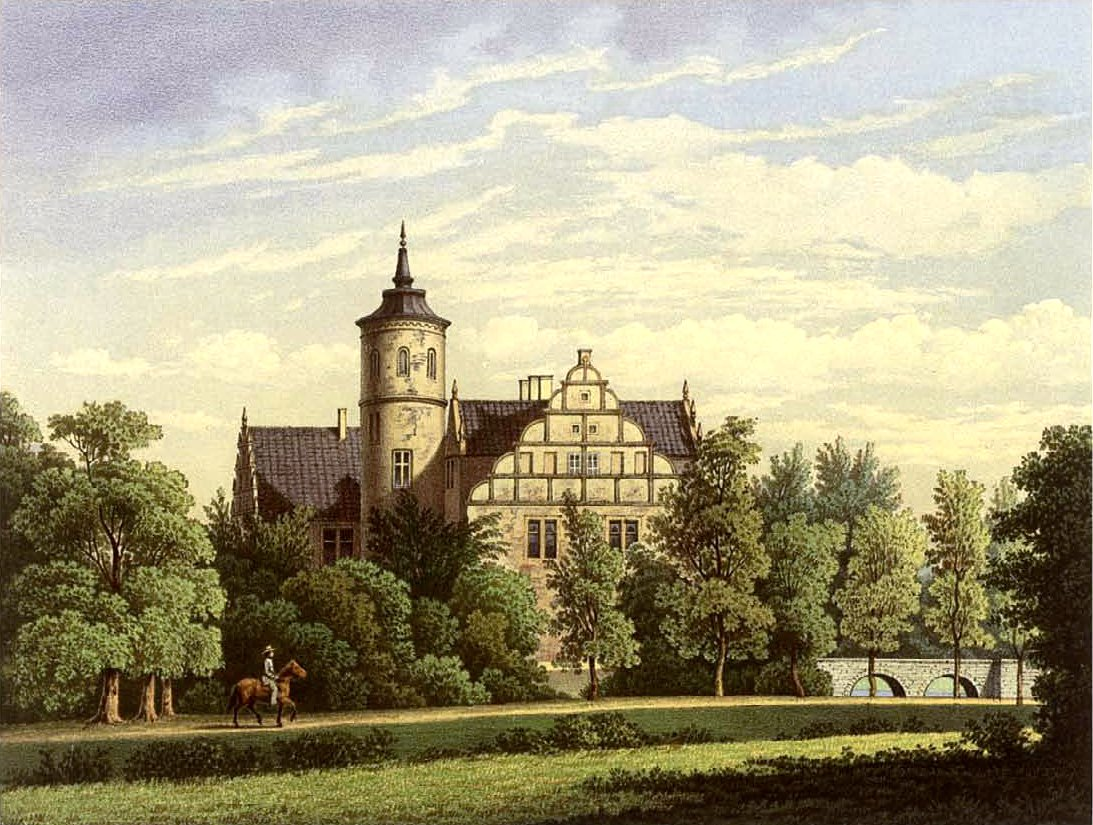
Kasteel Ulenburg (prent uit 1860)